# Martin Dúbravka
Martin Dúbravka (Žilina, 15 de gener de 1989) és un futbolista eslovac que juga com a porter al Manchester United FC, cedit pel Newcastle United FC. Format a les categories inferiors del MŠK Žilina, també ha jugat per l'Esbjerg fB, l'FC Slovan Liberec i l'Sparta Praga, fitxant pel Newcastle a l'estiu de 2018 després d'haver estat cedit a l'equip anglès per mig any. Dúbravka és el porter titular de la selecció d'Eslovàquia, amb qui ha jugat des del 2012.